# Wały (Szczytno)
Wały (deutsch Wallen) ist ein Dorf in der polnischen Woiwodschaft Ermland-Masuren. Es gehört zur Gmina Szczytno (Landgemeinde Ortelsburg) im Powiat Szczycieński (Kreis Ortelsburg).

## Geographische Lage
Wały liegt in der südlichen Mitte der Woiwodschaft Ermland-Masuren, elf Kilometer südöstlich der Kreisstadt Szczytno (deutsch Ortelsburg).

## Geschichte
Wallen wurde 1874 in den neu errichteten Amtsbezirk Wawrochen (polnisch Wawrochy) eingegliedert, der – 1938 in Amtsbezirk Deutschheide umbenannt – zum ostpreußischen Kreis Ortelsburg gehörte. Im Jahre 1910 zählte Wallen 393 Einwohner, im Jahre 1933 waren es 366, und 1939 noch 343.
Aufgrund der Bestimmungen des Versailler Vertrags stimmte die Bevölkerung im Abstimmungsgebiet Allenstein, zu dem Wallen gehörte, am 11. Juli 1920 über die weitere staatliche Zugehörigkeit zu Ostpreußen (und damit zu Deutschland) oder den Anschluss an Polen ab. In Wallen stimmten 253 Einwohner für den Verbleib bei Ostpreußen, auf Polen entfielen keine Stimmen.
In Kriegsfolge kam Wallen 1945 mit dem gesamten südlichen Ostpreußen zu Polen und erhielt die polnische Namensform Wały. Als Sitz eines Schulzenamtes (polnisch Sołectwo) ist das Dorf heute eine Ortschaft im Verbund der Landgemeinde Szczytno (Ortelsburg) im Powiat Szczycieński (Kreis Ortelsburg), bis 1998 der Woiwodschaft Olsztyn, seither der Woiwodschaft Ermland-Masuren zugehörig. Im Jahre 2011 waren in Wały 234 Einwohner registriert.

## Kirche
Bis 1945 war Wallen kirchlich nach Lipowitz (1933 bis 1945 Lindenort, polnisch Lipowiec) orientiert – zur dortigen evangelischen Kirche in der Kirchenprovinz Ostpreußen der Kirche der Altpreußischen Union las auch zur dortigen römisch-katholischen Kirche im damaligen Bistum Ermland. Für die Katholiken ist auch heute noch die Kirche des jetzt Lipowiec genannten Dorfes zentrales Gotteshaus, allerdings jetzt im Erzbistum Ermland gelegen. Die Zerstörung ihres früheren Gotteshauses zwingt die evangelischen Kirchenglieder dagegen jetzt, sich zur Pfarrei in Szczytno auszurichten, die zur Diözese Masuren der Evangelisch-Augsburgischen Kirche in Polen gehört.

## Schule
Die in der Regierungszeit von Friedrich dem Großen gegründete Dorfschule in Wallen erhielt 1927 einen Neubau. In ihm wurden 1939 zwei Klassen unterrichtet.

## Verkehr
Wały liegt an einer Nebenstraße, die bei Młyńsko von der polnischen Landesstraße 53 (einstige deutsche Reichsstraße 134) abzweigt und in Richtung Łuka (Luckau) verläuft. Eine Anbindung an den Bahnverkehr gibt es nicht.